# Krokodyl Giena
Krokodyl Giena (oryg. Крокодил Гена) – radziecki krótkometrażowy film lalkowy z 1969 roku w reżyserii Romana Kaczanowa. Pierwszy z serii filmów o Kiwaczku.

## Fabuła
Krokodyl Giena pracuje jako krokodyl w miejskim zoo. Co wieczór wraca do swojego mieszkania, w którym żyje samotnie. Gdy Giena ma dość gry w szachy z samym sobą, decyduje się poszukać przyjaciół. W odpowiedzi na jego ogłoszenie w gazecie, zgłasza się dziewczynka o imieniu Gala, a następnie Kiwaczek.

## Obsada (głosy)
- Wasilij Liwanow jako Krokodyl Giena
- Kłara Rumianowa jako Kiwaczek
- Władimir Rautbart jako Szapoklak
- Władimir Kenigson jako sprzedawca
- Tamara Dmitriewa jako Galia